# Yamaha AS3 RDX
 (janvier 2016).
Si vous disposez d'ouvrages ou d'articles de référence ou si vous connaissez des sites web de qualité traitant du thème abordé ici, merci de compléter l'article en donnant les références utiles à sa vérifiabilité et en les liant à la section « Notes et références ».

Logo de l'entreprise Yamaha.

Les modèles AS3/RD/RD-DX/RDX du constructeur nippon Yamaha sont des motos 125 cm3, à caractère sportif. 

## Description
Différentes versions ont été proposées puisque cette machine s'est vendue durant plus de 10 ans. Cependant la plupart des pièces sont interchangeables depuis l'AS3 de 1971 au RDX de 1982.
L'historique remonte en fait à un 100 cm3 bicylindre deux temps, le YL1 sorti en 1966, suivi en 1968 du YAS1, puis du YAS2. Les cylindres sont alors encore en fonte. Ces machines sont de conduite délicate (moteur très pointu, tenue de route approximative). Le premier AS3 dispose de cylindres en aluminium, d'un cadre inspiré de la compétition, et d'une modification des transferts des cylindres pour obtenir une souplesse acceptable à bas régime. Les AS3 de 1973 puis les RDX seront équipés d'une boite à clapets pour augmenter encore la souplesse et l'agrément de conduite.
Des versions compétition circulent toujours sur circuit ou lors de manifestations diverses (modèle TA entre autres) délivrant près de 30 CV.
Il existe en France encore plus de 5 000 motos de ce type en circulation. Le AS3-RDX-CLUB réunit chaque année ses membres près de La Rochelle sur la cote Atlantique. 

## Historique des modèles
- Yas3 modèle 1971 : 2 218 exemplaires vendus en France, réservoir de 9 litres, 15 ch à 8 500 tr/min
- Yas3 modèle 1972 Europa : 3 904 exemplaires vendus en France, réservoir de 11 litres, 15 ch à 8 500 tr/min
- As3 modèle 1973 RD : 9 390 exemplaires vendus en France, de 1973 à 1976, admission par clapets, frein avant à tambour, 16,5 ch à 9 000 tr/min
- As3 modèle 1974 RD : 9 515 exemplaires vendus en France, de 1974 à 1975, idem RD + frein av à disque, 16,5 ch à 9 000 tr/min
- As3 modèle 1975 RD 125 DX : 2 502 exemplaires vendus en France, de 1975 à 1976, idem RD, carburateurs et admission d'huile modifiés, 17 ch à 9 200 tr/min
- RDX modèle 1976 1E7 : 14 779 exemplaires vendus en France, de 1976 à 1977, différente, réservoir plus carré, clapets et disque, roues à rayons. Garde boues peints. 16,5 ch à 9 500 tr/min
- RDX modèle 1978 1E7-2R6 : 14 435 exemplaires vendus en France, de 1978 à 1982, idem 1E7 + cale-pieds suspendus + jantes à bâton, frein av à disque disposé à l'arrière du fourreau de fourche, garde boue chromés, embrayage à 4 ressorts au lieu de 5, 16,5 ch à 9 500 tr/min.

Cette moto légère, équipée d'un moteur deux temps particulièrement vif, a connu un grand succès dans les années 1970 avant que la législation sur les permis de conduire (permis A2 pour les 80 à 400 cm3) ne provoque une brutale chute des ventes en 1982 (2 000 exemplaires vendus seulement). Par la suite la technologie s'est orientée sur des motos monocylindre deux temps refroidis par eau, et des quatre temps moins polluants et plus économes en carburant.
Actuellement, la législation ne permet plus de conduire les modèles 1973 à 1982, de puissance supérieure à 15 ch avec un permis B, sauf pour ceux ayant conservé leur moto et ayant une carte grise ancienne avec le type Vélo (vélomoteur). 
Cependant la moto présente une valeur élevée en collection, de par son historique de 125 parmi les plus performantes de l'époque.  
http://www.125rdx.com